# Ab initio
ab initio（ab initio：元はラテン語なのでイタリックでの表記が正式）は、いわゆる第一原理とほぼ同義の言葉。化学系でよく使われるが、物理学および生物学の分野でも使用される。
“アブイニショ”、“アブイニシォ”のように発音するが、この言葉にぴったりと対応する日本語は存在しない。元々はラテン語で、“最初から”、“初めから”という意味がある。ラテン語の「ab ovo」と同義語で「in medias res（物語の中途へ）」と共に、ホラティウスの『詩論』147－148行で用いられた文学技法に由来する。